# 春風亭百栄
春風亭 百栄（しゅんぷうてい ももえ、1962年9月3日 - ）は、静岡県静岡市（旧清水市）出身の落語家。落語協会所属。本名∶青木 規雄。出囃子は『月の巻』。主に新作落語や古典落語をベースとした改作落語を得意とする。

## 経歴
9歳年上と6歳年上の姉がいる。静岡学園高校卒業。入門する前の9年間と数か月、アメリカ・ロサンゼルスで寿司屋修行と放浪生活をしていた（しかし、サバをよんで「10年間」と公称している）。そこで見た当時放送されていた『落語のピン』のビデオに、同い年の橘家文蔵（当時橘家文吾）が出演しているを見て焦りを感じ、落語家になることを決意。
1995年2月、ロサンゼルスの寿司屋で客と店員として出会った七代目春風亭栄枝に入門。当初は立川談志への入門を考え当時の談志の所属事務所に面接に行ったり、栄枝に付き添われる形で川柳川柳への弟子入りを請うたが叶わず、二代目古今亭圓菊、三遊亭圓弥にも断られ、栄枝に弟子入りすることになった。6月に前座名「のり太」を貰う。
1999年5月、二ツ目昇進し「栄助」と改名。2004年に大江戸タイフーンを結成し『大江戸台風族』というCDを出す。2007年11月、恩田えりとのユニットウニウミウシでM-1グランプリに挑戦（三回戦まで進出）。
2008年9月に三代目三遊亭歌橘、四代目三遊亭歌奴、三代目古今亭志ん丸、古今亭菊太楼と共に真打昇進、「百栄」と改名。

## 芸歴
- 1995年
  - 2月 - 七代目春風亭栄枝に入門。
  - 6月 - 前座となる、前座名「のり太」。
- 1999年5月 - 二ツ目昇進、「栄助」と改名。
- 2008年9月 - 真打昇進、「百栄」と改名。

## 笑点Jr.メンバーとして
『BS笑点』時代のころから出演。2代目林家木久蔵が出演していない場合のみ3番席に座ることが多かったが、2代目木久蔵が出演していた場合は他のメンバーの席に座ることがあった。
自己紹介では名前を名乗った後「ニャー!」とネコのマネをするのが定番。
放送開始当初はキャラクターはなかったが、2008年夏ごろから座布団運びのセイラに懸想するスケベキャラに定着している。しかし実生活での本人は既婚であり、「妻は可愛い」と語る愛妻家？である。『お題の名人』で妻との馴れ初めを語ったこともある。
レギュラー放送最終回となった2011年2月13日の放送では、大喜利での出番がないにもかかわらず収録に来ていることがセイラによって明かされ、その後私服のままセイラを追いかけていた（大喜利に関しては2010年12月12日放送分が最後の出演である）。

## 演目

### 古典
- お血脈
- 疝気の虫
- 野ざらし
- 鼻ほしい

### 新作

#### 自作
- 愛を喩えて
- アメリカアメリカ
- 今どきの作文
- お医者さん検定
- キッス研究会
- 禁落語外来
- コンビニ強盗
- さよなら旅行社
- 絶句
- 弟子の強飯
- 天使と悪魔
- どら吉左衛門之丞勝家
- トンガリ夢枕
- バイオレンス・スコ
- 船越くん
- フェルナンド
- マイクパフォーマンス
- 物言い
- 桃太郎後日譚
- 誘拐家族
- ホームランの約束
- 落語家の夢
- リアクションの家元
- 料理の鉄人ができるまで
- ロシアンブルー
- 露出さん

#### 改作
括弧内は、元となった古典落語。
- あたま山・改(あたま山)
- 最期の寿限無(寿限無)
- ジャム浜(芝浜)
- マザコン調べ（『大工調べ』）
- 水屋の富・投手編(水屋の富)

#### 他作
- 甲子園の魔物（作：六代目古今亭今輔）
- 寿司屋水滸伝（作：柳家喬太郎）

## CD・DVD

### CD
- 春風亭栄助改メ春風亭百栄（2008年、ワザオギ・コレカラ） WZCR-99002

1.天使と悪魔　2.マザコン調べ～江戸っ子検定試験
- 春風亭百栄 1（2012年、ワザオギ）WZCR-16001

1.ロシアンブルー　2.バイオレンススコ　3.露出さん
- とっておき寄席! 春風亭編（2009年、キングレコード） B002MBT0GA

『浮世床』を収録。
- 春風亭百栄の落語 人間国宝への道・第一章（2009年、夢空間） YBCR-1011

1.七つのツボを押す男　2.寿司屋水滸伝
- 春風亭百栄の落語 人間国宝への道・第二章（2011年、夢空間） XQKC-1001

1.桃太郎後日譚　2.甲子園の魔物　3.状況説明窃盗団

### DVD
- ワザオギ落語会 Vol.2（2007年、ワザオギ） WZBR-0002

『桃太郎DV』を収録。
- とっておき寄席! 春風亭たっぷり二時間半（2009年、角川エンタテインメント） B002ICGS3G

『浮世床』を収録。
- 百栄の落語 「芝浜やりたい」「最期のジュゲム」（2013年6月24日、竹書房） TSDS-75547

『芝浜やりたい』『最期の寿限無』『加賀の千代』「漫才ウニウミウシ」を収録。
- 百栄の落語 「リアクションの家元」「キッス研究会」（2013年7月21日、竹書房） TSDS-75549

『リアクションの家元』『キッス研究会』『やかん泥』を収録。

## 過去の出演番組

### テレビ番組
- 爆笑オンエアバトル（2000年、NHK総合） ※戦績：0勝1敗（最高225KB）
- BS笑点（2005年 - 2007年、BS日テレ） → 笑点Jr.（2007年 - 2011年、日テレプラス）
- 落語者（2011年、テレビ朝日）
- 柳家喬太郎のようこそ芸賓館（2012年・2014年、BS11）
- 浅草お茶の間寄席（2016年、千葉テレビ）

### インターネット
- お台場寄席DOUGA（フジテレビ無料動画サイト「見参楽（みさんが!）」）

### 映画
- 二つ目物語（2022年公開）上席　ナレーションを担当

## 弟子

### 二ツ目
- 春風亭枝次

### 廃業
- 春風亭百んが